# قوس مقرنص

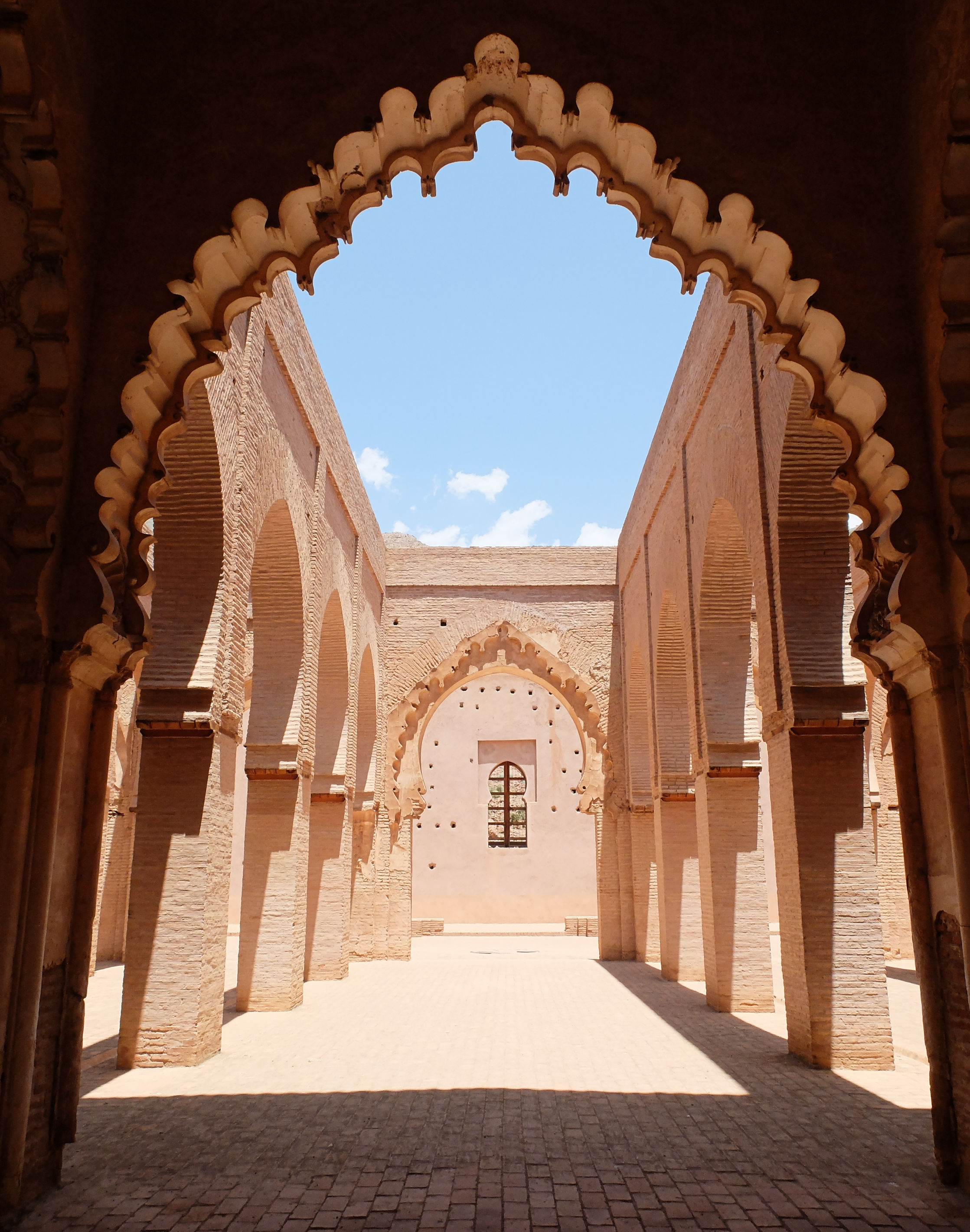
قوس مقرنص في المسجد الأعظم

قوس لمبغين أو قوس مُقَرْنَص هو نوع من الأقواس يتميز بزخرفة مميزة من الفصوص والنقاط. وهو سمة مميزة للعمارة الأندلسية والمغاربية.
أحيانًا يتم التفرقة بين القوس المقرنص وقوس لمبغين، فيُنظر إلى القوس المقرنص أنه نوع أكثر تحديدًا من الأقواس التي تتكون أسطحها الداخلية من نحت المقرنص، والذي يشبه إلى حد كبير قوس لمبغين. يعتقد بعض العلماء أن قوس لمبغين نفسه مشتق من استخدام المقرنصات في الأقواس.:232 :123علاوة على ذلك، كانت أقواس لمبغين تُستخدم بشكل شائع مع نحت المقرنصات على طول الجزء الداخلي من القوس. يعود أصلها أيضًا إلى الأقواس "المختلطة الخطوط" التي شوهدت في مصلى قصر الجعفرية في سرقسطة في القرن الحادي عشر.

وقد تم إدخال هذا النوع من الأقواس إلى مناطق المغرب والأندلس خلال العصر المرابطي (القرنين الحادي عشر والثاني عشر)، مع ظهور مبكر في القسم الجنائزي من جامع القرويين (في فاس) الذي يعود تاريخه إلى أوائل القرن الثاني عشر. :232كان هذا ابتكارًا أندلسيًّا ازدادت أهميته خلال الفترة الموحدية التالية. :123وظلت شائعة في العمارة اللاحقة في المنطقة، وفي كثير من الحالات استخدمت لتسليط الضوء على الأقواس بالقرب من منطقة المحراب في المسجد. وتوجد أقواس المقرنصات أيضًا بكثرة في قصور الحمراء في غرناطة، وخاصةً في بهو السباع.

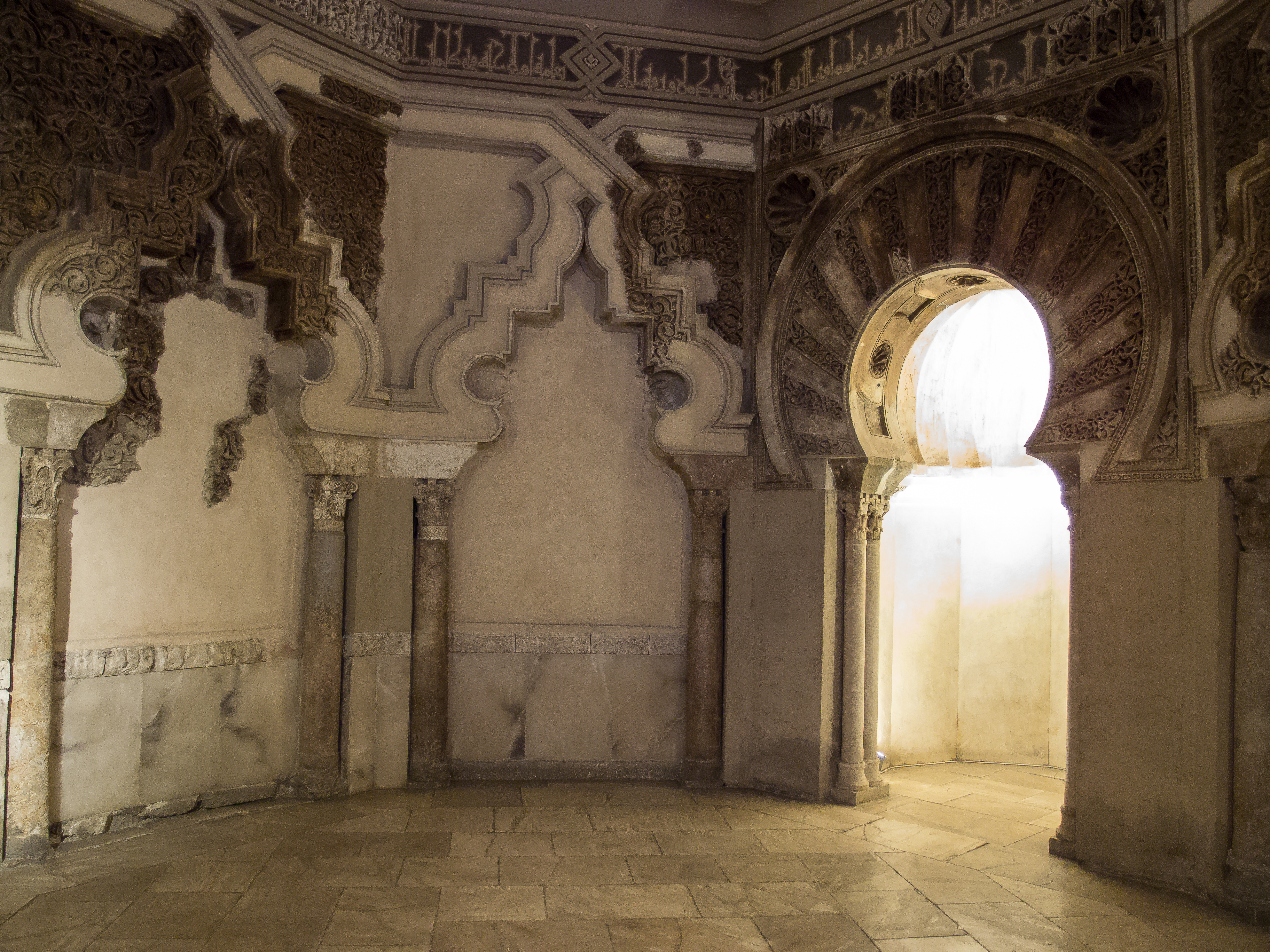
مثال على أقواس مختلطة الخطوط [الإنجليزية] أكثر بدائية (يسار ووسط) في الجعفرية في سرقسطة (القرن الحادي عشر)
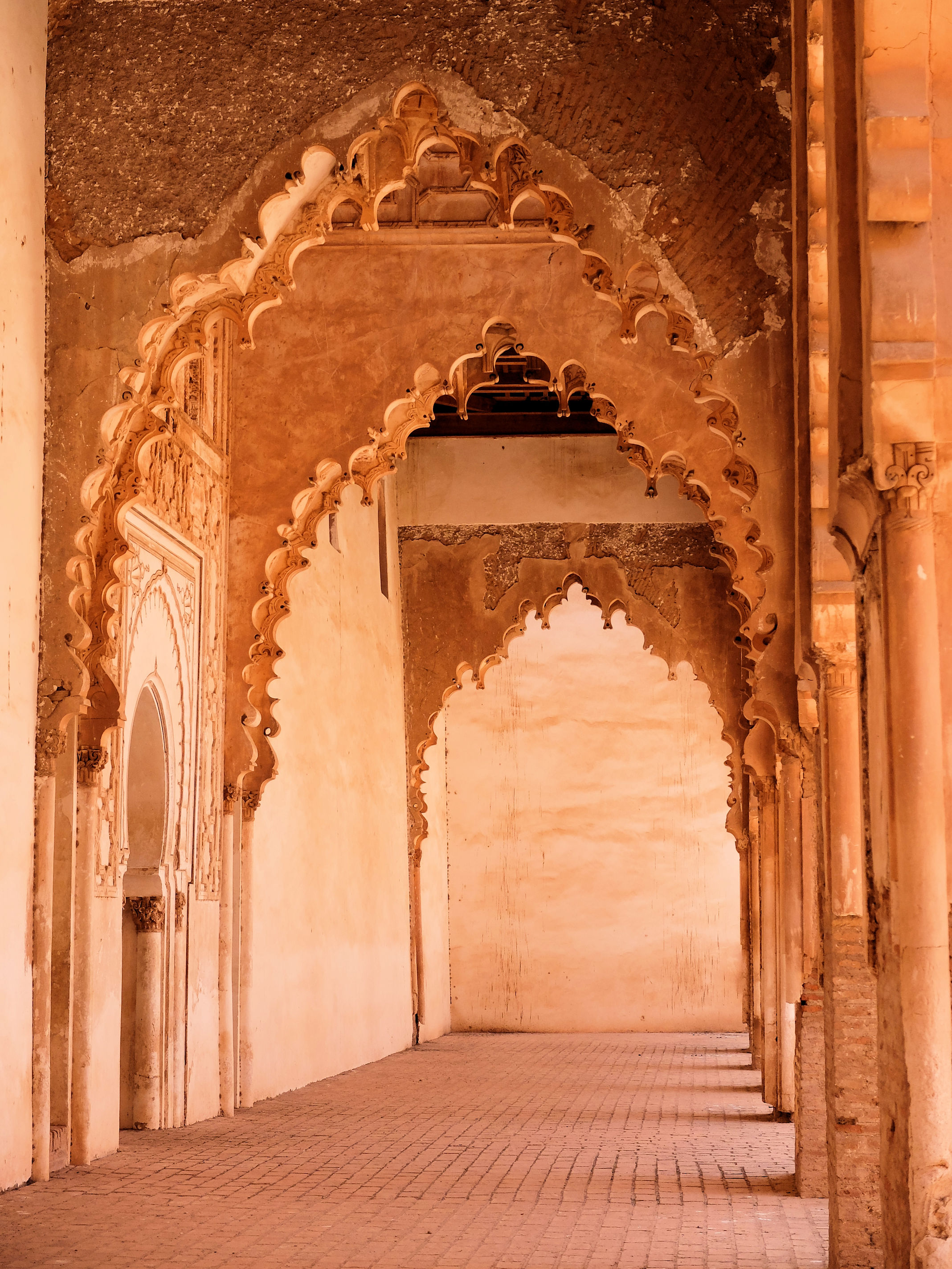
أقواس لمبغين في ممر القبلة بمسجد تينمال (منتصف القرن الثاني عشر)
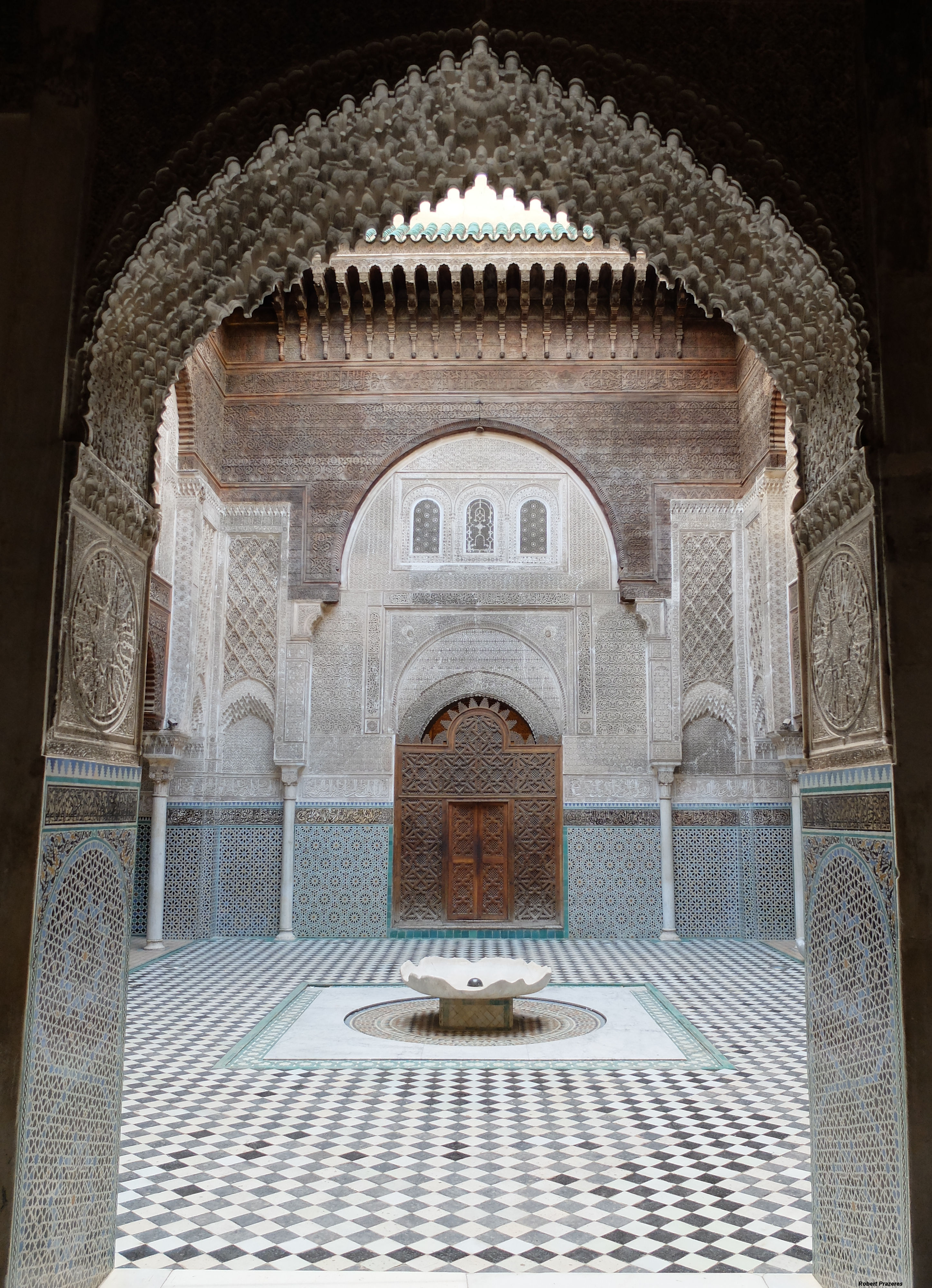
قوس مقرنص مزخرف بالمقرنصات في مدرسة العطارين، فاس (1323-1325)
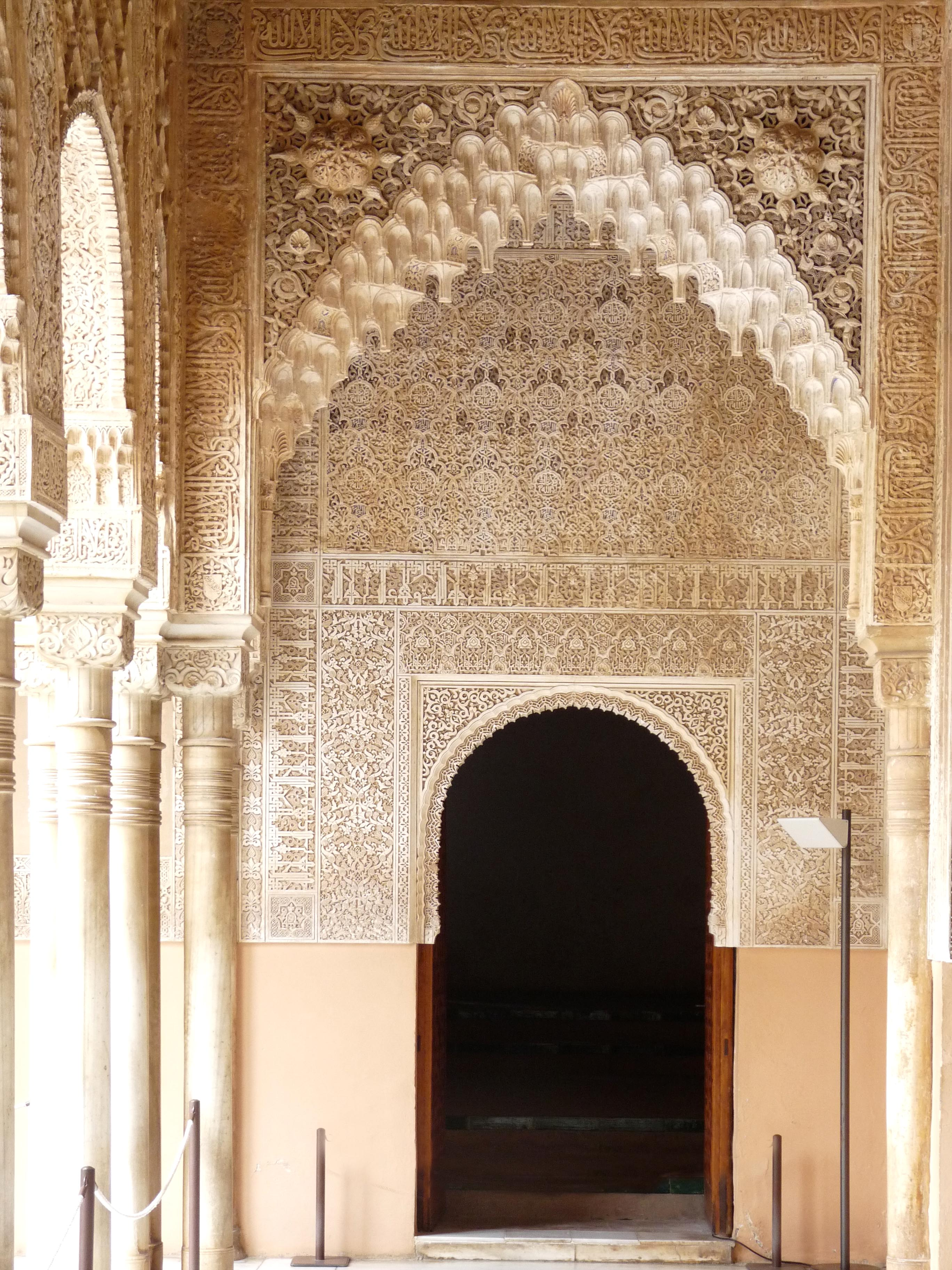
قوس مقرنص (أعلى) في معرض بهو السباع في قصر الحمراء، غرناطة (القرن الرابع عشر)
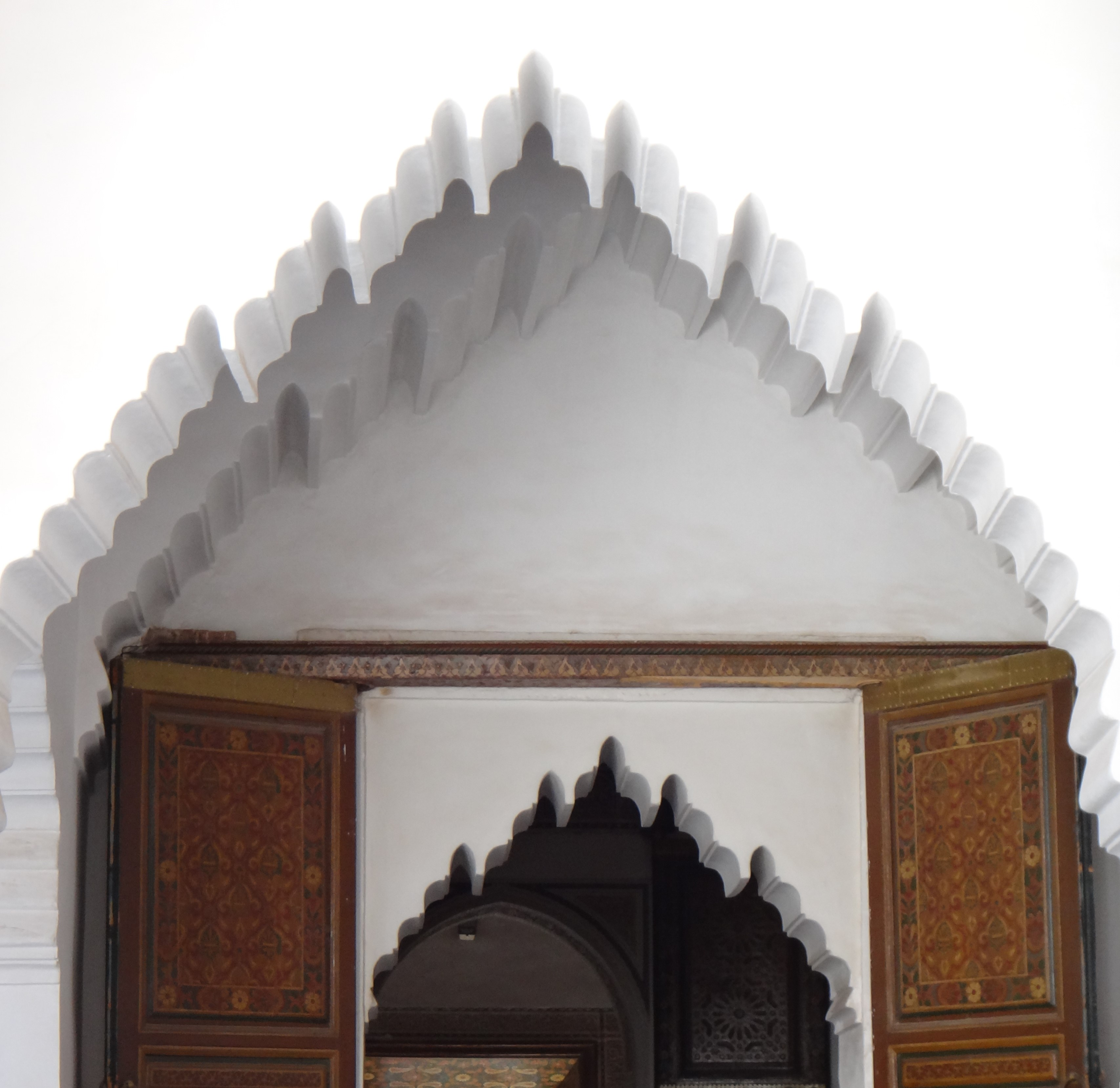
أقواس لمبغين في قصر الباهية في مراكش، المغرب (أواخر القرن التاسع عشر)

## طالع أيضًا
- قوس حدوة الحصان
- قوس متعدد الفصوص